# 纽芬兰-拉布拉多省第7区
纽芬兰-拉布拉多省第7区（英語：Division No. 7, Newfoundland and Labrador）是加拿大纽芬兰与拉布拉多省的一个人口普查区，位于纽芬兰岛东部的博纳维斯塔湾沿岸地区。在纽芬兰与拉布拉多省，人口普查区仅作为人口普查的统计需要，而非一个政治实体。

## 法人代表社区

### 城镇
- 博纳维斯塔
- 森特维尔-威尔汉姆-三一（英语：Centreville-Wareham-Trinity）
- 克拉伦维尔（英语：Clarenville, Newfoundland and Labrador）
- 多佛尔（英语：Dover, Newfoundland and Labrador）
- 邓塔拉（英语：Duntara, Newfoundland and Labrador）
- 东港（英语：Eastport, Newfoundland and Labrador）
- 埃利斯顿（英语：Elliston, Newfoundland and Labrador）
- 甘博（英语：Gambo, Newfoundland and Labrador）
- 格洛弗敦（英语：Glovertown, Newfoundland and Labrador）
- 格林斯庞德（英语：Greenspond, Newfoundland and Labrador）
- 快乐冒险镇（英语：Happy Adventure, Newfoundland and Labrador）
- 野兔湾（英语：Hare Bay, Newfoundland and Labrador）
- 印第安湾（英语：Indian Bay, Newfoundland and Labrador）
- 龙骨镇（英语：Keels, Newfoundland and Labrador）
- 金科夫（英语：King's Cove, Newfoundland and Labrador）
- 马斯格雷夫敦（英语：Musgravetown, Newfoundland and Labrador）
- 新韦斯谷（英语：New-Wes-Valley, Newfoundland and Labrador）
- 布兰福德港
- 雷克斯顿港（英语：Port Rexton, Newfoundland and Labrador）
- 圣布伦丹（英语：St. Brendan's, Newfoundland and Labrador）
- 救助站镇（英语：Salvage, Newfoundland and Labrador）
- 桑德灵厄姆（英语：Sandringham, Newfoundland and Labrador）
- 桑迪湾（英语：Sandy Cove, Newfoundland and Labrador）
- 新地镇（英语：Terra Nova, Newfoundland and Labrador）
- 特雷敦（英语：Traytown, Newfoundland and Labrador）
- 三一镇（英语：Trinity, Newfoundland and Labrador）
- 北三一湾（英语：Trinity Bay North, Newfoundland and Labrador）